# Stig Engström
Stig Folke Wilhelm Engström (Bombay, 26 februari 1934 – Täby, 26 juni 2000), ook bekend als de Skandiaman, was een Zweedse grafisch ontwerper die ervan wordt verdacht op 28 februari 1986 een aanslag met een vuurwapen te hebben gepleegd op de toenmalige premier van Zweden Olof Palme, die daarbij om het leven kwam, en zijn echtgenote Lisbet Palme, die deze aanslag overleefde. Engström werd in 2020 door het Zweedse Openbaar Ministerie na 34 jaar onderzoek aangewezen als de vermoedelijke dader.

## Moord op Olof Palme
Stig Engström verrichtte op de avond van de moord nog laat overwerk bij zijn werkzaamheden als grafisch ontwerper bij de verzekeringsmaatschappij Skandia, vandaar zijn in Zweden bekende bijnaam "de Skandiaman" (Skandiamannen). Niet ver daar vandaan gingen premier Palme en zijn vrouw Lisbet naar de bioscoop. Op weg naar huis werd Palme in zijn rug geschoten. Lisbet werd ook geraakt, maar overleefde de aanslag. Bij het onderzoek naar het misdrijf en de vele speculaties werd Engström veelal over het hoofd gezien. Auteur Jan Bondeson behandelt hem in zijn boek Blood on the snow - The killing of Olof Palme (2005) terloops in het hoofdstuk over "red herrings", de (vermeende) dwaalsporen. Bondeson noemt hem "one of the more obscure early clues" aan wie de politie onvoldoende aandacht zou hebben geschonken. Maar ook dat de politie eind april 1986 wel overwogen zou hebben een kijkje te nemen in zijn kantoor om te zien of dat wellicht een aanwijzing van betrokkenheid zou opleveren.

## Overlijden
Engström pleegde op 26 juni 2000 in Täby zelfmoord. 

## Postuum onderzoek
Op 23 mei 2018 werd door journalist Thomas Petterson van het tijdschrift Filter Magasinet in een artikel in dat blad en vervolgens in het in augustus van dat jaar verschenen boek Den osannolika mördaren geopperd dat Stig Engström de dader moet zijn geweest en op sluwe wijze middels valse "getuigeverklaringen" de politie op een dwaalspoor had gezet. De status van Stig Engström veranderde van getuige in hoofdverdachte. Ook andere media pikten dit bericht op en neigden 32,5 jaar na dato alsnog te onderschrijven dat hij zeer wel de dader kon zijn geweest. Volgens een getuige was het "heel wel mogelijk" dat de reclameman Stig Engström de persoon was die hij op 28 februari 1986 van de plaats van het misdrijf had zien wegrennen. In totaal waren er 22 personen geregistreerd als getuige van het misdrijf en de gebeurtenissen kort daarna. Een van hen, getuige Jeppsson, vertelde aan de krant Expressen  dat het "heel goed" kon zijn dat de moordenaar Stig Engström was. Eerder beschuldigde hij de politie ervan hem te hebben geïntimideerd tot de gewenste verklaring dat hij Christer Pettersson zag, die vervolgens voor de moord werd veroordeeld, maar in hoger beroep vrijgesproken.
Engström checkte uit op zijn werk om 23.19 uur, in het kantoorgebouw op Sveavägen 44, nabij de plaats van de moord en twee minuten voordat deze plaatsvond. Engström was daarna in vele media verschenen en was de meest geprofileerde getuige in de eerste dagen na de moord.
In 2006 had Thomas Pettersson de schrijver Leif Persson geïnterviewd over een nieuw verschenen literair werk van diens hand. Het boek en het interview met deze auteur wekten Petterssons belangstelling voor de onopgeloste moord op Palme en hij ging hierop vele jaren gedreven in archieven graven. In 2008 onthulde Pettersson daarbij de terloopse ontdekking dat Olof Palme rond 1950 informatie zou hebben verstrekt over Zweedse linkse activisten aan de Verenigde Staten en dat de CIA een poging had gedaan Palme te rekruteren als agent. Pettersson zette zijn onderzoek voort, wat in mei 2018 leidde tot betreffend artikel in Filter Magasinet en vervolgens in augustus 2018 in het boek Den osannolika mördaren.
Na twee jaar onderzoek in het uitgebreide dossier wilde het Openbaar Ministerie deze lezing beamen. Doordat hij niet meer vervolgd kon worden en er geen aanwijzingen waren voor andere, nog levende betrokkenen, zag de Zweedse openbaar aanklager zich genoodzaakt de zaak te sluiten. De openbaar aanklager, eveneens genaamd Petersson, verklaarde dat zijn team geen enkele aanwijzing had gevonden voor een betrokkenheid van meerdere mensen of dat Engström in opdracht handelde. Hoewel de politie geen forensisch bewijs had in de vorm van het moordwapen of vingerafdrukken, deelde Petersson mee er zeker van te zijn dat er uiteindelijk wel voldoende bewijsmateriaal was om Engström als hoofdverdachte aan te duiden. ‘Alleen de rechter kan beslissen of hij inderdaad schuldig is of niet, maar we kunnen niet meer naar de rechtbank.’

## Onderzoek door Skandia
Kort nadat het OM had bekendgemaakt het dossier te hebben gesloten, werd in juli 2020 ook bekendgemaakt dat Stig Engström tevens binnen zijn eigen bedrijf, de verzekeringsmaatschappij Skandia, ervan werd verdacht de moord op Olof Palme te hebben gepleegd. Zijn eigen werkgever Skandia vermoedde dat er meer achter zijn optreden als "getuige" zat en er werd een eigen onderzoek ingesteld. Onder meer zou hij hebben gesproken over het schot op Lisbet Palme "als een schieten op een onschuldig dier", alsof hij erbij aanwezig was geweest, hoewel hij eerst tegenover collega's anders had verklaard. Voormalig politieagent Per Häggström werkte destijds bij Skandia en startte een onderzoek, waarbij hij onder meer de bezigheden van Engström voorafgaand aan de moord grondig in kaart bracht en daarbij concludeerde dat er veel mis was. De interne verdenking rees op 5 juni 1986, slechts drie maanden na de moord. De versies van Engströms verklaringen tegenover de politie en tegenover zijn collega's verschilden enorm. Tegen het beveilingspersoneel van zijn bedrijf zei Engström dat hij een schot hoorde toen hij ter hoogte het kantoor van de Götabanken wandelde en daarop zag dat mensen zich over een op de stoep liggende man bogen. Stig Engström bleef de dag na de moord thuis, nadat zijn collega Roland Bergström hem telefonisch vragen had gesteld over het tijdstip van de gebeurtenissen en van zijn vertrek van zijn werkplek in het bedrijfspand. Tegenover de collega had hij verklaard dat hij ergens anders heen wilde, maar naar de plaats van het delict ging, omdat daar reeds tumult zou zijn. Tegenover de politie verklaarde hij echter de daad en de dader van nabij te hebben gezien.